# Halowe Mistrzostwa Świata w Lekkoatletyce 1993 – siedmiobój mężczyzn
Siedmiobój mężczyzn – jedna z konkurencji rozgrywanych podczas halowych mistrzostw świata w lekkoatletyce w 1993, zmagania w niej odbyły się w dniach 13-14 marca. Były to zawody o nieoficjalnym, demonstracyjnym charakterze – do udziału w nich zgłoszonych zostało 12 zawodników z 9 państw.
Najlepszy wynik w konkursie uzyskał reprezentant Stanów Zjednoczonych Dan O'Brien. Drugą pozycję zajął zawodnik z Kanady Mike Smith, trzecią zaś reprezentujący Białoruś Eduard Hämäläinen.

## Wyniki

### Bieg na 60 m
Źródło: 
Bieg 1
| Miejsce | Zawodnik          | Państwo           | Wynik | Uwagi |
| ------- | ----------------- | ----------------- | ----- | ----- |
| 1.      | Dan O'Brien       | Stany Zjednoczone | 6,67  |       |
| 2.      | Robert Změlík     | Czechy            | 6,96  |       |
| 3.      | Andrei Nazarov    | Estonia           | 6,98  |       |
| 4.      | Eduard Hämäläinen | Białoruś          | 7,08  |       |
| 5.      | Sándor Munkácsi   | Węgry             | 7,14  |       |
| 6.      | Alain Blondel     | Francja           | 7,17  |       |

Bieg 2
| Miejsce | Zawodnik       | Państwo           | Wynik | Uwagi |
| ------- | -------------- | ----------------- | ----- | ----- |
| 1.      | Lew Łobodin    | Ukraina           | 6,89  |       |
| 2.      | Álvaro Burrell | Hiszpania         | 6,99  |       |
| 3.      | Mike Smith     | Kanada            | 7,06  |       |
| 4.      | Dezső Szabó    | Węgry             | 7,15  |       |
| 5.      | Brian Brophy   | Stany Zjednoczone | 7,20  |       |
| 6.      | William Motti  | Francja           | 7,46  |       |

### Skok w dal
Źródło: 
| Miejsce | Zawodnik          | Państwo           | Wynik | Uwagi |
| ------- | ----------------- | ----------------- | ----- | ----- |
| 1.      | Dan O'Brien       | Stany Zjednoczone | 7,84  |       |
| 2.      | Robert Změlík     | Czechy            | 7,57  |       |
| 3.      | Mike Smith        | Kanada            | 7,49  |       |
| 4.      | Eduard Hämäläinen | Białoruś          | 7,39  |       |
| 5.      | Dezső Szabó       | Węgry             | 7,31  |       |
| 6.      | Alain Blondel     | Francja           | 7,27  |       |
| 7.      | Andrei Nazarov    | Estonia           | 7,16  |       |
| 8.      | Lew Łobodin       | Ukraina           | 7,13  |       |
| 9.      | Álvaro Burrell    | Hiszpania         | 7,09  |       |
| 10.     | Brian Brophy      | Stany Zjednoczone | 7,08  |       |
| 11.     | William Motti     | Francja           | 6,91  |       |
| 12.     | Sándor Munkácsi   | Węgry             | 6,54  |       |

### Pchnięcie kulą
Źródło: 
| Miejsce | Zawodnik          | Państwo           | Wynik | Uwagi |
| ------- | ----------------- | ----------------- | ----- | ----- |
| 1.      | Dan O'Brien       | Stany Zjednoczone | 16,02 |       |
| 2.      | Mike Smith        | Kanada            | 15,97 |       |
| 3.      | Brian Brophy      | Stany Zjednoczone | 15,13 |       |
| 4.      | Lew Łobodin       | Ukraina           | 14,99 |       |
| 5.      | William Motti     | Francja           | 14,91 |       |
| 6.      | Eduard Hämäläinen | Białoruś          | 14,50 |       |
| 7.      | Álvaro Burrell    | Hiszpania         | 14,22 |       |
| 8.      | Alain Blondel     | Francja           | 13,92 |       |
| 9.      | Andrei Nazarov    | Estonia           | 13,85 |       |
| 10.     | Robert Změlík     | Czechy            | 13,84 |       |
| 11.     | Dezső Szabó       | Węgry             | 13,01 |       |
| 12.     | Sándor Munkácsi   | Węgry             | 11,31 |       |

### Skok wzwyż
Źródło: 
| Miejsce | Zawodnik          | Państwo           | Wynik | Uwagi |
| ------- | ----------------- | ----------------- | ----- | ----- |
| 1.      | Dan O'Brien       | Stany Zjednoczone | 2,13  |       |
| 2.      | William Motti     | Francja           | 2,13  |       |
| 3.      | Mike Smith        | Kanada            | 2,10  |       |
| 4.      | Lew Łobodin       | Ukraina           | 2,10  |       |
| 5.      | Andrei Nazarov    | Estonia           | 2,01  |       |
| 5.      | Eduard Hämäläinen | Białoruś          | 2,01  |       |
| 7.      | Dezső Szabó       | Węgry             | 1,98  |       |
| 8.      | Brian Brophy      | Stany Zjednoczone | 1,98  |       |
| 9.      | Álvaro Burrell    | Hiszpania         | 1,98  |       |
| 10.     | Alain Blondel     | Francja           | 1,95  |       |
| 11.     | Robert Změlík     | Czechy            | 1,86  |       |
| –       | Sándor Munkácsi   | Węgry             | NM    |       |

### Bieg na 60 m przez płotki
Źródło: 
Bieg 1
| Miejsce | Zawodnik          | Państwo           | Wynik | Uwagi |
| ------- | ----------------- | ----------------- | ----- | ----- |
| 1.      | Eduard Hämäläinen | Białoruś          | 7,93  |       |
| 2.      | Lew Łobodin       | Ukraina           | 7,98  |       |
| 3.      | William Motti     | Francja           | 8,66  |       |
| 4.      | Álvaro Burrell    | Hiszpania         | 8,78  |       |
| –       | Brian Brophy      | Stany Zjednoczone | DNS   |       |
| –       | Robert Změlík     | Czechy            | DNS   |       |

Bieg 2
| Miejsce | Zawodnik        | Państwo           | Wynik | Uwagi |
| ------- | --------------- | ----------------- | ----- | ----- |
| 1.      | Dan O'Brien     | Stany Zjednoczone | 7,85  |       |
| 2.      | Mike Smith      | Kanada            | 7,98  |       |
| 3.      | Andrei Nazarov  | Estonia           | 8,07  |       |
| 4.      | Alain Blondel   | Francja           | 8,18  |       |
| 5.      | Dezső Szabó     | Węgry             | 8,45  |       |
| –       | Sándor Munkácsi | Węgry             | DNS   |       |

### Skok o tyczce
Źródło: 
| Miejsce | Zawodnik          | Państwo           | Wynik | Uwagi |
| ------- | ----------------- | ----------------- | ----- | ----- |
| 1.      | Dezső Szabó       | Węgry             | 5,40  |       |
| 2.      | Dan O'Brien       | Stany Zjednoczone | 5,20  |       |
| 2.      | Eduard Hämäläinen | Białoruś          | 5,20  |       |
| 4.      | Mike Smith        | Kanada            | 5,10  |       |
| 5.      | Alain Blondel     | Francja           | 5,00  |       |
| 6.      | Lew Łobodin       | Ukraina           | 4,80  |       |
| 6.      | William Motti     | Francja           | 4,80  |       |
| –       | Álvaro Burrell    | Hiszpania         | NM    |       |
| –       | Andrei Nazarov    | Estonia           | NM    |       |
| –       | Sándor Munkácsi   | Węgry             | DNS   |       |
| –       | Brian Brophy      | Stany Zjednoczone | DNS   |       |
| –       | Robert Změlík     | Czechy            | DNS   |       |

### Bieg na 1000 m
Źródło: 
| Miejsce | Zawodnik          | Państwo           | Wynik   | Uwagi |
| ------- | ----------------- | ----------------- | ------- | ----- |
| 1.      | Mike Smith        | Kanada            | 2:45,55 |       |
| 2.      | Eduard Hämäläinen | Białoruś          | 2:49,54 |       |
| 3.      | Lew Łobodin       | Ukraina           | 2:53,51 |       |
| 4.      | Dezső Szabó       | Węgry             | 2:55,24 |       |
| 5.      | Dan O'Brien       | Stany Zjednoczone | 2:57,96 |       |
| 6.      | William Motti     | Francja           | 3:05,82 |       |
| –       | Álvaro Burrell    | Hiszpania         | DNS     |       |
| –       | Alain Blondel     | Francja           | DNS     |       |
| –       | Andrei Nazarov    | Estonia           | DNS     |       |

### Ostateczna klasyfikacja
| Miejsce | Zawodnik          | Państwo           | Wynik | Uwagi |
| ------- | ----------------- | ----------------- | ----- | ----- |
| 1.      | Dan O'Brien       | Stany Zjednoczone | 6476  | [ 9 ] |
| 2.      | Mike Smith        | Kanada            | 6279  |       |
| 3.      | Eduard Hämäläinen | Białoruś          | 6075  |       |
| 4.      | Lew Łobodin       | Ukraina           | 6017  |       |
| 5.      | Dezső Szabó       | Węgry             | 5790  |       |
| 6.      | William Motti     | Francja           | 5507  |       |
| –       | Alain Blondel     | Francja           | DNF   |       |
| –       | Andrei Nazarov    | Estonia           | DNF   |       |
| –       | Álvaro Burrell    | Hiszpania         | DNF   |       |
| –       | Robert Změlík     | Czechy            | DNF   |       |
| –       | Brian Brophy      | Stany Zjednoczone | DNF   |       |
| –       | Sándor Munkácsi   | Węgry             | DNF   |       |